# Thecla parthenia
Thecla parthenia är en fjärilsart som beskrevs av William Chapman Hewitson 1874. Thecla parthenia ingår i släktet Thecla och familjen juvelvingar. Inga underarter finns listade i Catalogue of Life.